# Murdannia blumei
Murdannia blumei là một loài thực vật có hoa trong họ Commelinaceae. Loài này được (Hassk.) Brenan mô tả khoa học đầu tiên năm 1962.